# Pismo gurmukhi

Napis „pańdźabi” w alfabecie gurmukhi oraz szachmukhi

Pismo gurmukhi (z pendżabskiego gurmukhi = „z ust guru”) – pismo używane przede wszystkim w Indiach, we Wschodnim Pendżabie, do zapisu języka pendżabskiego. Używają go głównie Sikhowie, stąd jego potoczna nazwa „pismo Sikhów”. Jego oficjalna nazwa nawiązuje do twórcy sikhizmu – Guru Nanaka (1469–1538). Gurmukhi zostało przystosowane do pisania w innych językach, takich jak bradź bhasza, khariboli (oraz inne hinduskie dialekty), sanskryt i sindhi. Pismo to czyta się od lewej do prawej strony, podobnie jak w piśmie łacińskim.

## Historia
Ta abugida rozwinęła się z późnej odmiany pisma śarada, która z kolei wywodzi się z pisma brahmi. Zostało ujednolicone przez drugiego guru Sikhów, Angada, w XVI w. Wszystkie 1430 strony świętej księgi Sikhów są zapisane pismem Gurmukhi. Nazwa Gurmukhi wywodzi się z pendżabskiego wyrazu guramuki, które oznacza „z ust nauczyciela”.
Współczesne gurmukhi ma 41 spółgłosek (vianjan), dziewięć samogłosek (lāga mātrā), dwa symbole służące do zaznaczenia głoski nosowej (bindī i ṭippī), oraz jeden symbol, który podwaja dźwięk dowolnej spółgłoski (addak).

## Znaki podstawowe
| Nazwa | Nazwa   | Wymowa | Nazwa | Nazwa    | Wymowa | Nazwa | Nazwa  | Wymowa | Nazwa | Nazwa  | Wymowa | Nazwa | Nazwa  | Wymowa |
| ----- | ------- | ------ | ----- | -------- | ------ | ----- | ------ | ------ | ----- | ------ | ------ | ----- | ------ | ------ |
| ੳ     | Ura     |        | ਅ     | Aira     |        | ੲ     | Iri    |        | ਸ     | Sussa  | Sa     | ਹ     | Haha   | Ha     |
| ਕ     | Kakka   | Ka     | ਖ     | Khukha   | Kha    | ਗ     | Gugga  | Ga     | ਘ     | Ghugga | Gha    | ਙ     | Ungga  | Nga    |
| ਚ     | Chuchaa | Ca     | ਛ     | Chhuchha | Cha    | ਜ     | Jujja  | Ja     | ਝ     | Jhujja | Jha    | ਞ     | Neya   | Nya    |
| ਟ     | Tainka  | Tta    | ਠ     | Thutha   | Ttha   | ਡ     | Dainga | Dda    | ਢ     | Dhudda | Ddha   | ਣ     | Nahnha | Nna    |
| ਤ     | Tutta   | Ta     | ਥ     | Thutha   | Tha    | ਦ     | Duda   | Da     | ਧ     | Dhuda  | Dha    | ਨ     | Nunna  | Na     |
| ਪ     | Puppa   | Pa     | ਫ     | Phupha   | Pha    | ਬ     | Bubba  | Ba     | ਭ     | Bhubba | Bha    | ਮ     | Mumma  | Ma     |
| ਯ     | Yaiyya  | Ya     | ਰ     | Rara     | Ra     | ਲ     | Lulla  | La     | ਵ     | Vava   | Va     | ੜ     | Rharha | Rha    |

## Znaki dodatkowe
Znaki ze znakiem diakrytycznym (kropką "bindi"), używane do zapisu wymowy słów pochodzenia perskiego:
| Nazwa | Nazwa             | Wymowa |
| ----- | ----------------- | ------ |
| ਸ਼     | Sussa pair bindi  | Sha    |
| ਖ਼     | Khukha pair bindi | Khha   |
| ਗ਼     | Gugga pair bindi  | Ghha   |
| ਜ਼     | Jujja pair bindi  | Za     |
| ਫ਼     | Phupha pair bindi | Fa     |
| ਲ਼     | Lulla pair bindi  | Lla    |

## Samogłoski
Gurmukhi używa podobnej koncepcji do tej znanej z pisma brahmi i podobnych, po każdej spółgłosce występuje powiązany dźwięk ‘a’ (z wyjątkiem końca wyrazu, gdzie ‘a’ jest zwykle pomijane). Ta towarzysząca samogłoska może być zmieniona przy użyciu zależnego znaku samogłoskowego, który jest powiązany ze spółgłoską nośną. W niektórych przypadkach, nie można użyć zależnego znaku samogłoski – na przykład na początku wyrazu lub sylaby – wówczas zamiast tego używa się niezależnego znaku samogłoski.
Niezależne samogłoski są budowane przy użyciu trzech znaków dodatkowych: ura (ੳ), aira (ਅ) oraz iri (ੲ). Z wyjątkiem znaku aira (reprezentującego samogłoskę 'a'), znaki te nie są nigdy używane bez dodatkowych znaków samogłosek.
| Samogłoska | Samogłoska     | Samogłoska | Nazwa        | Nazwa   | IPA |
| Niezależna | Jako diakrytyk | Wraz z /k/ | Nazwa litery | Unicode | IPA |
| ---------- | -------------- | ---------- | ------------ | ------- | --- |
| ਅ          | (brak)         | ਕ          | Mukta        | A       | [ə] |
| ਆ          | ਾ               | ਕਾ          | Kanna        | AA      | [ɑ] |
| ਇ          | ਿ               | ਕਿ          | Sihari       | I       | [ɪ] |
| ਈ          | ੀ               | ਕੀ          | Bihari       | II      | [i] |
| ਉ          | ੁ               | ਕੁ          | Onkar        | U       | [ʊ] |
| ਊ          | ੂ               | ਕੂ          | Dulankar     | UU      | [u] |
| ਏ          | ੇ               | ਕੇ          | Lavan        | EE      | [e] |
| ਐ          | ੈ               | ਕੈ          | Dulavan      | AI      | [ɛ] |
| ਓ          | ੋ               | ਕੋ          | Hora         | OO      | [o] |
| ਔ          | ੌ               | ਕੌ          | Kanora       | AU      | [ɔ] |

Kropkowane okręgi reprezentują nośne spółgłoski. Samogłoski są zawsze wymawiane po spółgłoskach, do których są one dołączone. Jednak znak Sihari jest zawsze zapisywany z lewej, lecz wymawiany po znaku stojącym z prawej strony.

### Przykłady samogłosek
| Słowo | Transkrypcja | Znaczenie |
| ----- | ------------ | --------- |
| ਆਲੂ    | ālū          | ziemniak  |
| ਦਿਲ    | dil          | serce     |
| ਗਾਂ     | gã           | krowa     |